# Bahtijari
Bahtijari (ili Bahtijarci) su lursko pleme koje živi u Iranu. Govore bahtijarskim narječjem lurskog jezika.
Tijekom 1970-ih godina trećina od 600.000 Bahtijara živjela je nomadskim načinom života, migrirajući između ljetnih staništa (perz. ییلاق; jajlak) i zimskih staništa (perz. قشلاق; kišlak). Procjene o njihovom ukupnom broju stanovnika variraju, npr. Ethnologue navodi da je 2001. godine bilo približno 1,000.000 etničkih Bahtijara.
Bahtijari uglavnom žive u Luristanu, istočnom Huzestanu, Čahar-Mahalu i Bahtijariju, te Isfahanskoj pokrajini. U iranskoj mitologiji Bahtijari se smatraju nasljednicima Fereduna, legendarnog junaka iz iranskog nacionalnog epa Šahname.
Brojni značajni iranski političari i službenici su bahtijarskog porijekla.

## Poznati Bahtijari
- Sardar Asad, bahtijarski čelnik Haft-Langa i borac za ustavno uređenje
- Soraja Isfandiari, kraljica Irana (1951. – 1958.)
- Pezhman Bahtijari, pjesnik (1900. – 1974.)
- Muhamed Mosadek, premijer (1951. – 1953.) (pripadao je i Kadžarima)
- Šahpur Bahtijar, političar i premijer Irana (1979.)
- Bahram Moširi, povjesničar i znanstvenik
- Oman Samani, pjesnik
- Tejmur Bahtijar, iranski general i načelnik SAVAK-a